# Oferta publiczna
Oferta publiczna – publiczne proponowanie nabycia papierów wartościowych w dowolnej formie i w dowolny sposób pod warunkiem, iż propozycja skierowana jest do określonej liczby osób bądź też do nieoznaczonego adresata.

## W prawie Unii Europejskiej
Od dnia 21 lipca 2019 r. obowiązuje w Polsce definicja oferty publicznej wprowadzona rozporządzeniem Parlamentu Europejskiego i Rady (UE) 2017/1129 z dnia 14 czerwca 2017 r. w sprawie prospektu, który ma być publikowany w związku z ofertą publiczną papierów wartościowych lub dopuszczeniem ich do obrotu na rynku regulowanym oraz uchylenia dyrektywy 2003/71/WE. Zgodnie z przepisami ww. rozporządzenia oferta publiczna papierów wartościowych oznacza komunikat skierowany do co najmniej 2 odbiorców w dowolnej formie i za pomocą dowolnych środków, przedstawiający wystarczające informacje na temat warunków oferty i oferowanych papierów wartościowych, umożliwiający inwestorowi podjęcie decyzji o nabyciu lub subskrypcji tych papierów wartościowych.